# ドラゴンボールZ3 オリジナルサウンドトラック
『ドラゴンボールZ3 オリジナルサウンドトラック』は、PlayStation 2ゲーム『ドラゴンボールZ3』のサウンドトラック。2005年3月2日にティームエンタテインメントから発売された。

## 概要
- PlayStation 2ゲーム『ドラゴンボールZ3』のサウンドトラック。
- CDジャケットには、孫悟空、ベジータが描かれている。
- 音楽は山本健司が担当している。
- 主題歌、BGM、ボーナストラックが収録されている。

## 収録曲
1. 俺はとことん止まらない!!
歌：影山ヒロノブ
作詞：森由里子 / 作曲・編曲：山本健司
PlayStation 2ゲーム『ドラゴンボールZ3』主題歌
2. MISSION 〜新しき神話を創れ〜
3. 天空の闘い
4. 勝利へのインパルス
5. We Go Nuts! 〜誰も眠れぬ夜〜
6. Under the Gibbous Moon
7. 不屈 〜Indomitable Spirit〜
8. Hand-in-Hand Fight
9. 午前０時のシャッフル
10. 24-7 Crazy
11. 疾風チャレンジャー
12. Twist of Fate
13. ouT oF CoNTRoL
14. Heartbeatが聴こえるかい？
15. Ultra dAnce in Battlefield
16. 銀河を超えて
17. Night of Tempest
18. Tip-Top Shape
19. 炎のOutsiders
20. Fight in the Dark side
21. 暁の闘い
22. 魔の勢力
23. Ultimatum 〜最後通牒〜
24. 暗黒からの強者
25. 宇宙最大の作戦 〜Great Tactics〜
26. 青空を抱きしめて
27. Expectation（Remix） [Bonus Tracks]
28. Twist of Fate 〜 ouT oF CoNTRoL（Remix） [Bonus Tracks]